# چرچ هیل (آلاباما)
چرچ هیل (به انگلیسی: Church Hill) یک منطقهٔ مسکونی در ایالات متحده آمریکا است که در آلاباما واقع شده‌است. چرچ هیل ۱۸۱٫۹۷ متر بالاتر از سطح دریا واقع شده‌است.